# El gran truco final
El gran truco final es un álbum en directo del grupo español de indie pop rock Love of Lesbian. Fue grabado el 18 de noviembre de 2017, durante el último concierto de la Gira Halley de la banda en el WiZink Center de Madrid. Fue publicado el 18 de mayo de 2018 por Warner Music Spain. Lanzado tanto en CD como en DVD, la versión en DVD cuenta con contenido extra, incluyendo una versión de la canción "Planeador" con Iván Ferreiro (anteriormente lanzada como sencillo), el videoclip de "El poeta Halley", y un contenido extra titulado "El mago Pop".
Es también el primer álbum de Love of Lesbian con el productor de la banda, Ricky Falkner, como bajista, después de la salida del anterior bajista, Joan Ramón Planell, en octubre de 2017.

## Lista de canciones
Todas las letras escritas por Santi Balmes.
| CD 1  |                                     |                                                              |          |  |
| N.º   | Título                              | Música                                                       | Duración |  |
| 1.    | «Intro»                             |                                                              | 1:56     |  |
| 2.    | «Cuando no me ves»                  | Santi Balmes Julián Saldarriaga                              | 5:31     |  |
| 3.    | «Bajo el volcán»                    | Balmes Saldarriaga                                           | 6:13     |  |
| 4.    | «Allí donde solíamos gritar»        | Balmes                                                       | 5:36     |  |
| 5.    | «Nadie por las calles»              | Balmes Saldarriaga Jordi Ruig Joan Ramón Planell Oriol Bonet | 4:53     |  |
| 6.    | «La niña imantada»                  | Balmes                                                       | 3:32     |  |
| 7.    | «Maniobras de escapismo»            | Balmes Saldarriaga Ruig Planell Bonet Ricky Falkner          | 3:11     |  |
| 8.    | «Contraespionaje» (con Coque Malla) | Balmes Saldarriaga                                           | 6:29     |  |
| 9.    | «Los seres únicos»                  | Balmes Saldarriaga Ruig Planell Bonet                        | 4:19     |  |
| 10.   | «Los males pasajeros»               | Balmes Saldarriaga                                           | 6:56     |  |
| 11.   | «1999 / 2009»                       | Balmes Saldarriaga                                           | 7:59     |  |
| 56:35 |                                     |                                                              |          |  |

| CD 2    |                            |                                       |          |  |
| N.º     | Título                     | Música                                | Duración |  |
| 12.     | «Belice»                   | Balmes Saldarriaga Ruig Planell Bonet | 5:44     |  |
| 13.     | «I.M.T.»                   | Balmes Saldarriaga                    | 4:40     |  |
| 14.     | «Algunas plantas»          | Balmes Saldarriaga Ruig               | 5:09     |  |
| 15.     | «Club de fans de John Boy» | Balmes                                | 4:17     |  |
| 16.     | «Segundo asalto»           | Balmes                                | 4:53     |  |
| 17.     | «Oniria e insomnia»        | Balmes Saldarriaga Ruig Planell Bonet | 7:01     |  |
| 18.     | «Psiconautas»              | Balmes Saldarriaga                    | 10:54    |  |
| 19.     | «Manifiesto delirista»     | Balmes Saldarriaga Ruig Planell Bonet | 5:47     |  |
| 20.     | «Incendios de nieve»       | Balmes                                | 8:30     |  |
| 21.     | «El poeta Halley»          | Balmes Saldarriaga                    | 8:28     |  |
| 22.     | «Planeador»                | Balmes Saldarriaga                    | 7:59     |  |
| 1:12:22 |                            |                                       |          |  |